# 우리나라 (음악 그룹)
우리나라는 1999년 결성된 대한민국의 대표적인 민중가요 밴드이다. 지금까지 총 5장의 정규 앨범을 발표하였으며, 최근 앨범인 5집은 2008년 9월에 발매되었으며, 주로 남북통일과 반미에 관련한 주제를 많이 발표하고 있다.

## 역사
- 1999년 7월 18일 서울 망원동 첫 사무실에서 입방식을 치르며 공식 창단.
- 1999년 7월 30일 대전 시민공원에서 첫 공연
- 2000년 2월 16일 《우리나라 1집》 음반 발매 - 주한미군 철거가 등 수록
- 2000년 8월 11일 2000통일염원 남북노동자 축구대회 공식기념음반 《통일노동자》 발매
- 2000년 11월 - 미군의 양민학살을 비판한 앨범 《누가 감히!》 발매
- 2001년 5월 26일 《우리나라 2집》 음반 발매
- 2002년 4월 12일 《우리나라 3집》 음반 발매 - 우리 하나되어 등 수록
- 2003년 5월 - 홈페이지를 통해 공개된 곡들을 모은 《세상이야기 1,2》 발매 - 반미반전가, 탱크라도 구속해 등 수록
- 2003년 8월 13일 - 〈달려 달려〉 등이 수록된 《우리나라 4집》 발매
- 2004년 11월 12일 - 《세상이야기 3,4》
- 이후 정규앨범이 아닌 디지털 싱글 위주로 곡 발표
- 2008년 6월 8일 - 2008년 대한민국의 촛불 시위를 기념하기 위한 〈다시 광화문에서〉발표
- 2008년 9월 18일 - 5년 만에 정규 앨범 《우리나라 5집》 발매

## 주요 히트곡
- 〈주한미군 철거가〉 - 주한미군 반대집회에서 자주 불리는 노래
- 〈탱크라도 구속해〉 - 미군 장갑차 여중생 압사 사건 당시 주한미군의 행태를 비판한 노래로, 2002년 말 ~ 2003년 초 있었던 촛불 시위에서 많이 불렸던 노래이다
- 〈달려 달려〉 - 대학가 민중가요 동아리들 사이에서 애창되는 노래 중 하나이다
- 〈다시 광화문에서〉 - 촛불 집회를 주도한 노래 중 하나로 노무현 대통령 노제에서 불려 전국적으로 알려지게 된 노래이다.

## 같이 보기
- 민중가요
- 이혜진